# St. Maria Rosenkranz (Burgdorf)

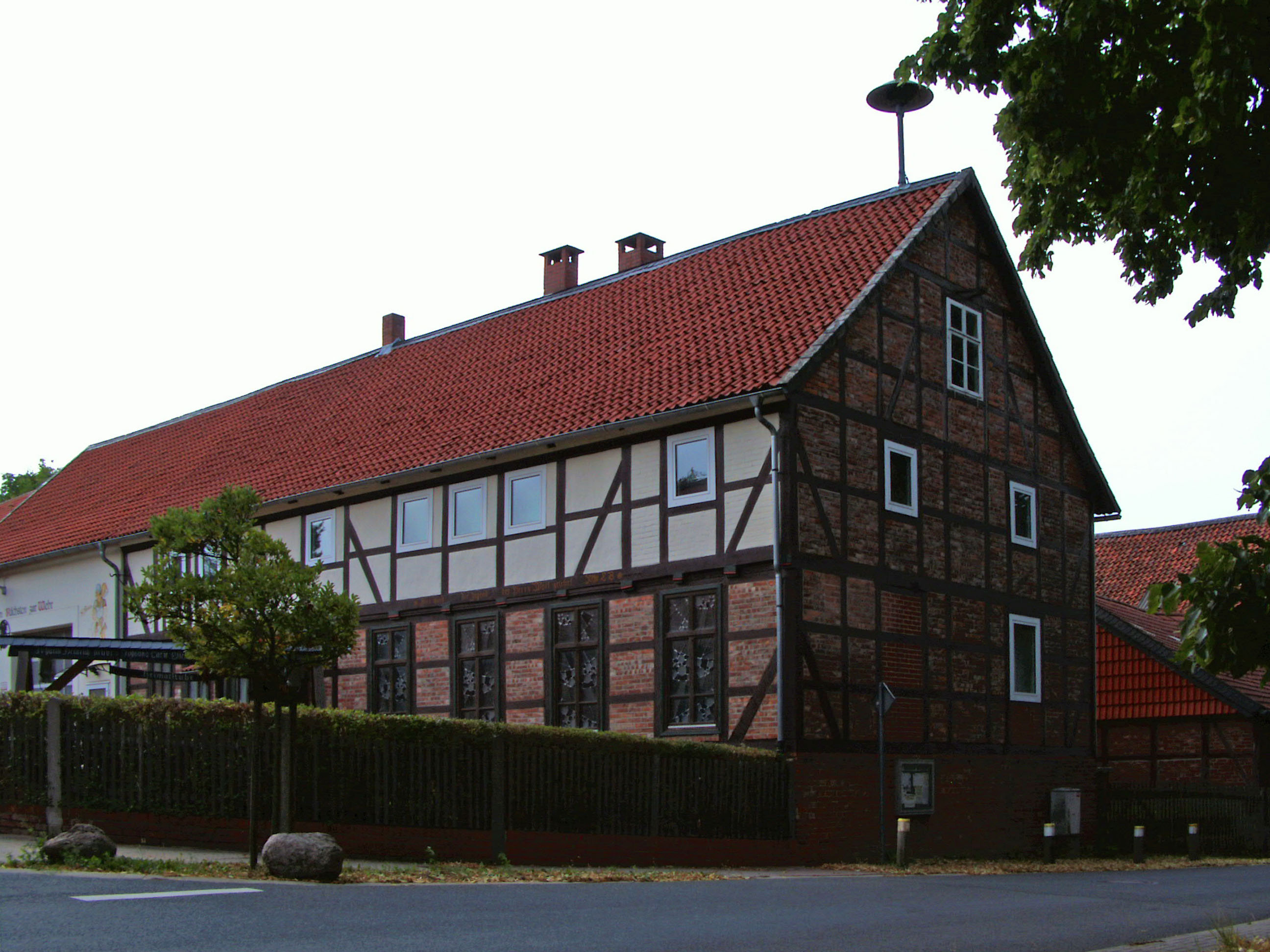
Ehemalige Schule, im Erdgeschoss ehemalige Kapelle

Die Kapelle St. Maria Rosenkranz war die katholische Kapelle in Burgdorf, einer Gemeinde im Landkreis Wolfenbüttel in Niedersachsen. Zuletzt gehörte die Kapelle zur Pfarrgemeinde St. Maximilian Kolbe mit Sitz in Fredenberg, im Dekanat Goslar-Salzgitter des Bistums Hildesheim. Die Kapelle trug das Patrozinium Maria Rosenkranz und befand sich in der Burgstraße 1. Die nächstgelegene katholische Kirche mit regelmäßigen Gottesdiensten ist heute St. Maximilian Kolbe im etwa fünf Kilometer entfernten Salzgitter-Fredenberg (zum Stadtteil Salzgitter-Lebenstedt gehörend).

## Geschichte
Um 1941 wurden wegen der angestiegenen Katholikenzahl im Aufbaugebiet der 1937 gegründeten Reichswerke AG für Erzbergbau und Eisenhütten „Hermann Göring“ vom Bistum Hildesheim Teile der Wolfenbütteler Pfarrei St. Petrus als eigenständige Kuratieen abgetrennt. Burgdorf kam zur Kuratie „Wolfenbüttel Land III“ mit Sitz in Woltwiesche.
Durch die Flucht und Vertreibung Deutscher aus Mittel- und Osteuropa stieg die Zahl der Katholiken auch im Gebiet von Burgdorf nach 1945 weiter an. In Burgdorf angekommene Katholiken orientierten sich zunächst zur Kirche Unbefleckte Empfängnis Mariä in Grasdorf. Nachdem sich 1947 in Burgdorf ein katholischer Priester aus dem Bistum Trier niedergelassen hatte, wurde im Schloss Burgdorf eine Kapelle eingerichtet. Zeitweise fanden katholische Gottesdienste auch in der evangelischen Kirche von Burgdorf statt. 1948 zog Pastor Moik in sein Heimatbistum Trier zurück, und Kaplan Otto Nowak, selbst Heimatvertriebener aus Waldenburg (Schlesien), wurde sein Nachfolger. In Nowaks Amtszeit entstanden 1949 auch in Lesse und 1950 in Lichtenberg weitere katholische Kapellen. Im Mai 1951 wurde Pastor Nowak an die Kirche St. Paulus (Unterlüß) versetzt, und Pfarrer Emil Slawik, ebenfalls aus Schlesien stammend, trat seine Nachfolge an. Nachdem in den 1960er Jahren in Lichtenberg die Kirche St. Johannes Bosco samt einem Pfarrhaus erbaut worden war, wurde der Sitz des Burgdorfer Pfarrers dorthin verlegt. Mit Wirkung zum 1. Januar 1978 erfolgte die Gründung der Kuratiegemeinde St. Maximilian mit Sitz in Fredenberg, der auch die Katholiken in der politischen Gemeinde Burgdorf zugeordnet wurden.
1981 mietete die katholische Kirche den Klassenraum der 1976 geschlossenen Schule und richtete dort die Kapelle St. Maria Rosenkranz ein. Am 23. Juni 1981 wurde sie von Bischof Heinrich Maria Janssen geweiht.
Am 30. Oktober 2007 erfolgte die Schließung der Kapelle, der Raum wird heute von der politischen Gemeinde als Abstellraum genutzt.